# Фрота, Маркус
Маркус Фрота (порт. Marcos Frota) — бразильский актёр и владелец цирка. Создатель бразильского Университета цирка и центра для подготовки профессионалов в области циркового искусства.

## Биография
Родился 29 сентября 1956 в Гуашупе, Минас-Жерайс.
В России известен благодаря различным телевизионным сериалам телекомпании «Глобу», в которых активно снимается с 1984 года. Наибольший успех ему принесла роль Тонью-лунатика в теленовелле Секрет тропиканки (Mulheres de Areia) в 1993 году. Также, помимо сериалов, принимал участие в съёмках художественных фильмов.

## Семья
В настоящее время разведён.
1. Первая жена — Сибель Фрота (погибла в автомобильной катастрофе), дочь Амаралина, сыновья Апоэнья и Таинья.
2. Вторая жена — актриса Каролина Дикманн (развелись в сентябре 2003 г.), сын Давид.

## Фильмография
- 2017 Бродяги: По дороге в Голливуд (порт. Os Saltimbancos Trapalhões: Rumo a Hollywood) — Ассис Сатан
- 2016 Восходящее солнце (порт. Sol Nascente) — Бето Марамбайя
- 2012 Мадагаскар 3 — Стефано (дубляж)
- 2010 Ты, ты, ты (порт. Ti, ti, ti) — Жоэл Масса
- 2005 Америка (порт. América) — Жатоба
- 2003 Шоколад с перцем (порт. Chocolate com Pimenta) — Morcego Voador
- 2001 Клон — Эшкобар
- 2000 Дикарь (порт. Uga Uga) — Никос Жуниор
- 1998 Однажды… (порт. Era Uma Vez...) — Horácio
- 1998 Неукротимая Хильда (Hilda Furacão) — падре Жеральду
- 1997 Непокорная (порт. A Indomada) — Артемио
- 1995 Новая жертва (порт. A Próxima Vítima) — Диего Буэно
- 1993 Секрет тропиканки (порт. Mulheres de Areia) — Тонью-Лунатик
- 1984 Тропическая тропа (порт. Vereda Tropical) — Тео